# Roman Ingarden
Roman Witold Ingarden, poljski filozof, * 5. februar 1893, Krakov, Avstro-Ogrska, † 14. junij 1970. Deloval na področju fenomenologije, ontologije in estetike.
Pred drugo svetovno vojno je Ingarden objavljal predvsem v nemščini. Med vojno je začel objavljati v poljščini, zaradi česar so njegova glavna dela na področju ontologije ostala neopažena s strani svetovne filozofske srenje.

## Življenje
Roman Ingarden se je rodil 5. februarja 1893 v Krakovu na Poljskem, takrat še kot delu Avstro-Ogrske. Najprej je študiral matematiko in filozofijo pri profesorju Kazimierzu Twardowskem, nato pa se je preselil v Göttingen, da bi študiral filozofijo pri profesorju Edmundu Husserlu. Ingarden je bil eden Husserlovih najboljših študentov. Husserlu je sledil na freiburško univerzo, kjer je leta 1919 promoviral v doktorski naziv z disertacijo Intuicija in intelekt pri Henriju Bergsonu (Intuition und Intellekt bei Henri Bergson).
Po opravljenem doktoratu se je Ingarden vrnil na Poljsko, kjer je deloval večino svoje akademske kariere. Sprva se je preživljal s poučevanjem matematike, sociologije in filozofije na srednjih šolah. Leta 1925 je objavil svojo habilitacijo za profesuro z naslovom Esencialna vprašanja (Essentiale Fragen). Teza je pritegnila pozornost angleških filozofov in leta 1933 ga je univerza imenovala za rednega profesorja. V filozofskem svetu se je uveljavil s svojim delom o estetiki Literarna umetnina (Das literarische Kunstwerk, 1931).
V času sovjetske okupacije je med letoma 1939 in 1941 Ingarden aktivno deloval na univerzi. Po letu 1941 je svoje učence poučeval filozofijo, dijake srednjih šol pa matematiko. Ko je bila njegova hiša poškodovana v bombnem napadu, se je vrnil k pisanju knjige Spornost obstoja sveta (Spór o istnienie Świata, 1947).
Po koncu vojne leta 1945 so Ingardnu ponudili profesuro na Univerzi Nikolaja Kopernika v Toruńu. Leta 1946 ga je s položaja odstavila komunistična vlada, zato se je preselil v Krakov, kjer je služboval kot profesor do leta 1949, ko so mu zaradi domnevnega idealizma in obsodbe kot »sovražnika materializma« prepovedali delovanje. Prepoved je veljala vse do leta 1957, ko je bil ponovno imenovan za profesorja na Jagelonski univerzi] v Krakovu, kjer je poučeval vse do upokojitve leta 1963. Leto pred upokojitvijo je objavil delo Ontologija umetniškega dela (Untersuchungen zur Ontologie der Kunst), leta 1969 pa še Izkušnje, umetnine in vrednost (Erlebnis, Kunstwerk und Wert). Ingarden je umrl 14. junija 1970 zaradi možganske kapi.

## Delo
Ingarden je bil realističen fenomenolog, zato ni sprejemal Husserlovega transcendentalnega idealizma. Njegovo šolanje je bilo fenomenološko usmerjeno, a njegovo delo kot celota je bilo usmerjeno proti ontologiji. Je eden najbolj priznanih fenomenoloških ontologov.
Ingardnova najbolj znana dela temeljijo predvsem na estetiki in literaturi.

## Dela

### Glavna dela v nemščini
- Intuition und Intellekt bei Henri Bergson (Intuicija in intelekt pri Henriju Bergsonu), Halle: Max Niemeyer, 1921
- Essentiale Fragen. Ein Beitrag zum Problem des Wesens, Halle: Max Niemeyer, 1925
- Das literarische Kunstwerk. Eine Untersuchung aus dem Grenzgebiet der Ontologie, Logik und Literaturwissenschaft, Halle: Max Niemeyer, 1931
- Untersuchungen zur Ontologie der Kunst: Musikwerk. Bild. Architektur. Film, Tübingen: Max Niemeyer, 1962
- Der Streit um die Existenz der Welt, Bd. I, II/I, II/2. Tübingen: Max Niemeyer, 1964
- Vom Erkennen des literarischen Kunstwerks, Tübingen: Max Niemeyer, 1968
- Erlebnis, Kunstwerk und Wert. Vorträge zur Ästhetik 1937-1967, Tübingen: Max Niemeyer, 1969
- Über die Verantwortung. Ihre ontischen Fundamente, Stuttgart: Reclam, 1970
- Über die kausale Struktur der realen Welt. Der Streit um die Existenz der Welt, Band III, Tübingen: Max Niemeyer, 1974

### Glavna dela v poljščini
- Niektóre założenia idealizmu Berkeley'a dela Berkeleyjevega idealizma. Lwów. 1931.
- O poznawaniu dzieła literackiego (O spoznanju literarne umetnine), Ossolineum, Lwów: 1937
- O budowie obrazu. Szkic z teorii sztuki (O zgradbi slik: Oris teorije umetnosti), Rozprawy Wydziału Filozoficznego PAU Vol. LXVII, No.2, Kraków, 1946
- O dziele architektury (O arhitekturnih delih), Nauka i Sztuka, Vol. II, 1946, št. 1, str. 3-26 in št. 2, str. 26-51
- Spór o istnienie Świata (Kontroverznost obstoja sveta), PAU, Vol. I, Kraków: 1947, Vol. II, Kraków, 1948
- Szkice z filozofii literatury (Skice o filozoriji literature), Vol. 1, Spółdzielnia wydawnicza "Polonista," Łódz, 1947
- Elementy dzieła muzycznego (Elementi glasbenih del), Sprawozdania Towarzystwa Naukowego w Toruniu, Vol. IX, 1955, št. 1-4, str. 82-84
- Studia z estetyki (Študije o estetiki), PWN, Vol. I Varšava, 1957, Vol. II, Varšava, 1958
- O dziele literackim (O lietrarnih delih). PWN, Varšava, 1960
- Przeżycie - dzieło - wartość (Izkušnje - Umetnina - Vrednost). Wydawnictwo Literackie, Kraków, 1966
- Studia z estetyki Tom III (Študije o estetiki, Vol. III), PWN, Varšava, 1970
- U podstaw teorii poznania (Temelji teorije znanja), PWN, Varšava, 1971
- Książeczka o człowieku (Knjižica o človeku), Wydawnictwo Literackie, Kraków, 1972.
- Utwór muzyczny i sprawa jego tożsamości (Glasbeno delo in problem njegove identitete), Polskie Wydawnictwo Muzyczne, Varšava, 1973.

### Glavna dela, prevedena v angleščino
- Controversy over the Existence of the World. (Kontroverznost obstoja sveta) Volume I, prevod: Arthur Szylewicz, Bern: Peter Lang, 2013.
- Time and Modes of Being, (Čas in načini obstoja) prevedel: Helen R. Michejda. Springfield, Illinois: Charles C. Thomas, 1964.
- The Cognition of the Literary Work of Art (Kognitivnost literarnega umetniškega dela), prevod: Ruth Ann Crowley in Kenneth R. Olson. Evanston, Illinois: Northwestern University Press, 1973
- The Literary Work of Art (Literarno umetniško delo), prevod: George G. Grabowicz. Evanston, Illinois: Northwestern University Press, 1973
- Letter to Husserl about the VI Logical Investigation and ‘Idealism’ In Tymieniecka, (Pismo Husserlu o VI (logični) raziskavi in idealizmu), 1976
- Man and Value (Človek in vrednost), prevod: Arthur Szylewicz. München: Philosophia Verlag, 1983
- On the Motives which led Edmund Husserl to Transcendental Idealism (O motivih ki so Edmunda Husserla vodili k transcendentalizmu), prevod: Arnor Hannibalsson. Haag: 1976
- The Ontology of the Work of Art (Ontologija umetniškega dela), prevod: Raymond Meyer in John T. Goldthwait. Athens, Ohio: Ohio University Press, 1989
- Selected Papers in Aesthetics (Izbrani spisi o estetiki), uredil Peter J. McCormick, München: Philosophia Verlag, 1985

### Glavna dela, prevedena v slovenščino
- Ingarden, Roman, Eseji iz estetike', Filozofska knjižnica / Slovenska matica ; zv. 22, 1980
- Ingarden, Roman, Literarna umetnina, Studia humanitatis, 1990

### članki
- Frane Jerman: Ingarden Roman; Fenomenološka analiza umetnosti (1980)
- Samo Krušič: Ingarden Roman; Literarna umetnina (1991)
- Franci Zore: Literarna umetnina (1991)
- Lea Lampret; Ingarden Roman; Odnos med sliko in slikarijo (2016)